# Strada statale 8 (Polonia)
La strada statale 8 (sigla DK 8, in polacco droga krajowa 8) è una strada statale polacca che attraversa il Paese da Kudowa-Zdrój a Budzisko. Fa parte della strada europea E67.